# HD 150136
HD 150136是在南天天壇座，距離大約4,300年的一個多星系統 。它是天壇座OB1星協中的疏散星團NGC 6193內最亮的恆星。

## 系統
在華盛頓雙星目錄中，列出HD 150136 有7個可見的成員分布在30弧秒內。成員A是一個緊密的三合星系統，包含3顆大質量的O型主序星。最亮的是有獨自序號的成員C：HD 150135，距離僅有10弧秒。它是一顆O型光譜聯星，也是NGC 5193的成員。其餘的恆星與已知的NGC 6193的成員相似，亮度在10至12等之間。
主星是有雙譜線的光譜聯星 ，在遠處有第三顆伴星。第三顆伴星繞著這兩顆恆星運行，軌道週期為8.2年，軌道離心率0.73，軌道傾角 108°。靠近的聯星很難分離出各自的直徑和軌道，但第三顆恆星分離的距離可以用甚大望遠鏡（VLTI）直接解析。在2012年測量的分離角是9微弧秒，相當於11-12天文單位。

## 性質
所有這3顆（包括HD 150135是4顆）最亮的恆星都是大質量且明亮的O型主序星，質量是太陽的33-63倍。它們的大小大約是踏陽的10倍，但溫度是太陽的6-8倍，而每顆的亮度都超過太陽的10萬倍。主星是離太陽最近的O3型恆星，溫度46,500K，視亮度是太陽的18,000倍。但由於它的高溫，其所有波長的總光度大約是75萬倍。

## 外部連結
- Leutenegger, Maurice A.;  et al. . The Astrophysical Journal. August 2010, 719 (2): 1767–1774. Bibcode:2010ApJ...719.1767L. arXiv:1007.0783 . doi:10.1088/0004-637X/719/2/1767.
- HR 6187 （页面存档备份，存于）
- Image HD 150136
- CCDM J16413-4846 （页面存档备份，存于）
- NGC 6193